# 哈爾福德 (堪薩斯州)
哈爾福德（Halford）為一座位在美國堪薩斯州托馬斯縣的非建制地區。海拔高度939公尺（3,081英尺），聯邦資料處理標準代碼為20-29500，地名資訊系統編號為471212。

## 歷史
此社區的郵政局於1892年4月12日開設，1953年10月15日裁撤。